# 특수작전집단
보안경찰 및 보안국 특수작전집단(Einsatzgruppen der Sicherheitspolizei und des SD 아인자츠그루펜 데어 지허하이츠폴리차이 운트 데스 에스데[*])은 나치 독일의 친위대(SS) 산하의 준군사조직으로, 제2차 세계 대전 기간 발생한 독일의 학살행위 중 주로 사살을 이용한 학살행위들에 대한 책임이 있는 죽음의 부대다. 특수작전집단은 나치 독일이 정복한 영토에서 벌어진 지식인들에 대한 학살 행위와 유대인 문제의 소위 "최종 해결책"을 수행하는 데 관여했다. 이들에게 살해당한 사람들은 거의 모두 민간인이었다. 살해 대상은 지식인과 사제들부터 시작하여 소련의 정치장교, 유대인, 집시, 동유럽 전역의 파르티잔 활동 가담자로 확대되었다.
SS국가지도자 하인리히 힘러의 지시와 SS상급집단지도자 라인하르트 하이드리히의 감독 하에 특수작전집단은 1939년 폴란드 침공 이후 독일 국방군이 점령한 폴란드 영토에서 활동을 시작했고, 이후 1941년 6월 바르바로사 작전(소련 침공 작전)이 개시되며 활동 영역을 동쪽으로 넓혀갔다. 특수작전집단은 동부전선에서 사람 한두 명을 처형하는 일에서부터 며칠 밤낮에 걸쳐 수많은 사람을 죽이는 집단학살(이틀 동안 유대인 33,771명을 죽인 바비 야르 학살, 이틀 동안 25,000 여명을 사살한 룸불라 학살 등)에 이르기까지 다양한 살해 활동을 했고 그때마다 질서경찰들과 긴밀히 제휴했다. 경찰 뿐 아니라 정규군인 국방군도 히틀러의 명령에 따라 특수작전집단에게 협조했고 그들의 활동에 필요한 물자를 조달했다. 역사학자 라울 힐베르크는 1941년에서 1945년 사이에 특수작전집단 및 그와 관련된 병력들이 죽인 사람의 수가 200만 명을 초과할 것이라 추산했고, 그중 130만 명이 유대인이다. 홀로코스트 때 죽은 유대인의 수가 대략 550만에서 600만 명으로 추산되는데 이 중 4분의 1가량이 특수작전집단에게 살해된 것이다.
제2차 세계 대전 종전 이후 특수작전집단 소속 고위 장교 24인이 인도에 반한 죄 및 전쟁범죄의 혐의로 미군 주최 특수작전집단 재판에 기소되었다. 1947년에서 1948년 사이에 공판이 이루어졌고 피고 중 14명이 사형, 2명이 종신형을 선고받았다. 이후 다른 나라들에서 특수작전집단 장교 네 명이 더 발견되어 기소 및 처형되었다.

## 같이 보기
- 국방군 무오설